# 紀尾井町
紀尾井町（きおいちょう）は、東京都千代田区の町名。「丁目」の設定のない単独町名である。住居表示実施済みの地域。

## 概要
東京都千代田区の西部に位置し、港区（赤坂・元赤坂）・新宿区（四谷）との区境に当たる。
かつて紀州徳川家・尾張徳川家・彦根井伊家中屋敷などが並んでいた武家町で、各家から1文字ずつとって町名とした。現在はオフィスビル街となっている。
区内では東部に平河町、南部は永田町、北部は麹町にそれぞれ接する。オフィスと住宅の複合型ビルである紀尾井町ビルや、ホテル御三家の一つであるホテルニューオータニ、上智大学四谷キャンパスなどが所在する。ホテルニューオータニの向かい側にあたる清水谷公園は、千代田区では珍しい自然の崖斜面を残し、池泉も設けられて、清水谷と呼ばれた昔の風景を残している。1980年ごろまでは公園の前の歩道に清水の湧出口が設けられ、地名の由来を伝えていた。園内中央には、近くの食違見附で暗殺された大久保利通を記念する巨大な石碑「大久保公哀悼碑」が置かれている。
バブル期に赤プリの愛称で親しまれていたグランドプリンスホテル赤坂（旧称赤坂プリンスホテル）の跡地は、2016年7月27日、西武グループによって「東京ガーデンテラス紀尾井町」に再開発された。プリンスホテルの最高級グレードの「ザ・プリンスギャラリー 東京紀尾井町」、オフィス、商業施設「紀尾井タワー」と、全室賃貸マンションの「紀尾井レジデンス」、旧李王家東京邸（旧グランドプリンスホテル赤坂旧館）を移設して「赤坂プリンス クラシックハウス」の複合型施設となった。
坂名
- 紀尾井坂
- 清水谷坂

## 歴史
1872年（明治5年）に武家地を整理して麹町紀尾井町と命名。1911年（明治44年）に紀尾井町となる。1934年（昭和9年）に区画整理により北側の一部を麹町五・六丁目に編入。かつては番町と並ぶ山の手の一つとして緑多き優雅な佇まいの住宅街であった。町内に居住した有名人としては、大島久直（陸軍大将、1908年に邸内で大妻コタカが私塾を開き大妻女子大学の源流となる）、大久保利通の孫にあたる大久保利春（ロッキード事件の時の丸紅専務）、松田トシ（声楽家、自邸で歌唱教室を開く）、尾上松緑 (2代目)（歌舞伎俳優。「紀尾井町」の掛け声で呼ばれた）、幸田延（幸田露伴の妹、日本の女流バイオリニストの草分け）、高島徳右衛門（実業家・易学家の高島嘉右衛門の弟、里見弴『多情仏心』の主人公のモデル）、小林蹴月（作家・俳人）らがいた。政治家の利用で知られた料亭・福田家もここに立地する。
1975年以降は顕著なまでにオフィスビルが目立つようになり、前述のホテル群、レストラン、更には上智大学の拡大、企業の本社ビルや紀尾井ホール、議員宿舎が拡大して一般住宅地は縮小し、かつての住宅街の面影は薄れていった。
1990年代には、バブル経済の影響もあり、さらに多くの高層ビルが建設された。これにより、紀尾井町は東京のビジネスの中心地の一つとしての地位を確立した。また、文化施設や高級ホテルも増え、国内外から多くのビジネスマンや観光客が訪れるようになった。2000年代以降も再開発プロジェクトが進行中であり、新たな商業施設やオフィスビルが次々と建設されている。また、環境保護の観点から、緑地の整備やエコビルの導入も進められている。

### 地名の由来
地名はこの地にかつてあった紀州徳川家中屋敷、尾張徳川家中屋敷、彦根井伊家中屋敷に由来しており（それぞれ紀州家、尾張家、井伊家と呼ばれた）、各家の文字を1文字ずつとって町名とした。
紀州徳川家の中屋敷跡は現在の東京ガーデンテラス紀尾井町・清水谷公園、尾張徳川家の屋敷跡は現在の上智大学、井伊家の屋敷跡は現在のホテルニューオータニ付近にそれぞれあたっている。

## 地価
住宅地の地価は、2025年（令和7年）1月1日の公示地価によれば、紀尾井町3-32の地点で253万円/m2となっている。

## 世帯数と人口
2025年（令和7年）3月1日現在（千代田区発表）の世帯数と人口は以下の通りである。
- 世帯数 : 310世帯
- 人口 : 593人

### 人口の変遷
国勢調査による人口の推移。
| 年                 | 人口 |
| ------------------ | ---- |
| 1995年（平成7年）  | 233  |
| 2000年（平成12年） | 231  |
| 2005年（平成17年） | 358  |
| 2010年（平成22年） | 316  |
| 2015年（平成27年） | 308  |
| 2020年（令和2年）  | 514  |

### 世帯数の変遷
国勢調査による世帯数の推移。
| 年                 | 世帯数 |
| ------------------ | ------ |
| 1995年（平成7年）  | 157    |
| 2000年（平成12年） | 127    |
| 2005年（平成17年） | 253    |
| 2010年（平成22年） | 233    |
| 2015年（平成27年） | 189    |
| 2020年（令和2年）  | 301    |

## 学区
区立小・中学校に通う場合、学区は以下の通りとなる（2017年8月現在）。なお、千代田区の中学校では学校選択制度を導入しており、区内全域から選択することが可能。
- 区域 : 全域
  - 小学校 : 千代田区立番町小学校
  - 中学校 : 千代田区立麹町中学校 または 千代田区立神田一橋中学校

## 交通
鉄道
- 東京地下鉄 永田町駅（○有楽町線、○半蔵門線、○南北線） - 出入口が設けられている。（所在地：永田町）

バス
- 都営バス橋63 平河町二丁目（小滝橋車庫前行） - 新橋駅前行は平河町に設けられている。

道路
- 国道246号（青山通り）

首都高速道路・出入口
- 首都高速4号新宿線

## 事業所
2021年（令和3年）現在の経済センサス調査による事業所数と従業員数は以下の通りである。
- 事業所数 : 512事業所
- 従業員数 : 26,275人

### 事業者数の変遷
経済センサスによる事業所数の推移。
| 年                 | 事業者数 |
| ------------------ | -------- |
| 2016年（平成28年） | 355      |
| 2021年（令和3年）  | 512      |

### 従業員数の変遷
経済センサスによる従業員数の推移。
| 年                 | 従業員数 |
| ------------------ | -------- |
| 2016年（平成28年） | 13,826   |
| 2021年（令和3年）  | 26,275   |

### 主な企業
- 日本海事協会
- 紀尾井町スタジオ
- 文藝春秋 - 本社の所在地
- 日本民間放送連盟 - 文藝春秋本社ビル内
- ハウス食品グループ本社 東京本社（登記上の本店は大阪府東大阪市）
  - ハウス食品 東京本社（登記上の本店は大阪府東大阪市）

- ランスタッド - 2011年7月1日、フジスタッフより改称。同時に本社も日本橋より移転
- LINEヤフー（2016年5月から9月にかけて東京ミッドタウンのミッドタウン・タワーから順次移転した）
- PayPayカード（登記上の本店）

## 施設
行政機関
- デジタル庁

教育
- 城西大学、城西国際大学 東京紀尾井町キャンパス
- 上智大学 四谷キャンパス
- 明治薬科大学 剛堂会館
- 日本製鉄紀尾井ホール
- 千代田放送会館

公園
- 清水谷公園 - 大久保利通暗殺の現場に近く、公園内に大久保利通哀悼碑がある。

建物等
- 紀尾井町ビル
- 紀尾井ホール

外国公館
- バングラデシュ大使館

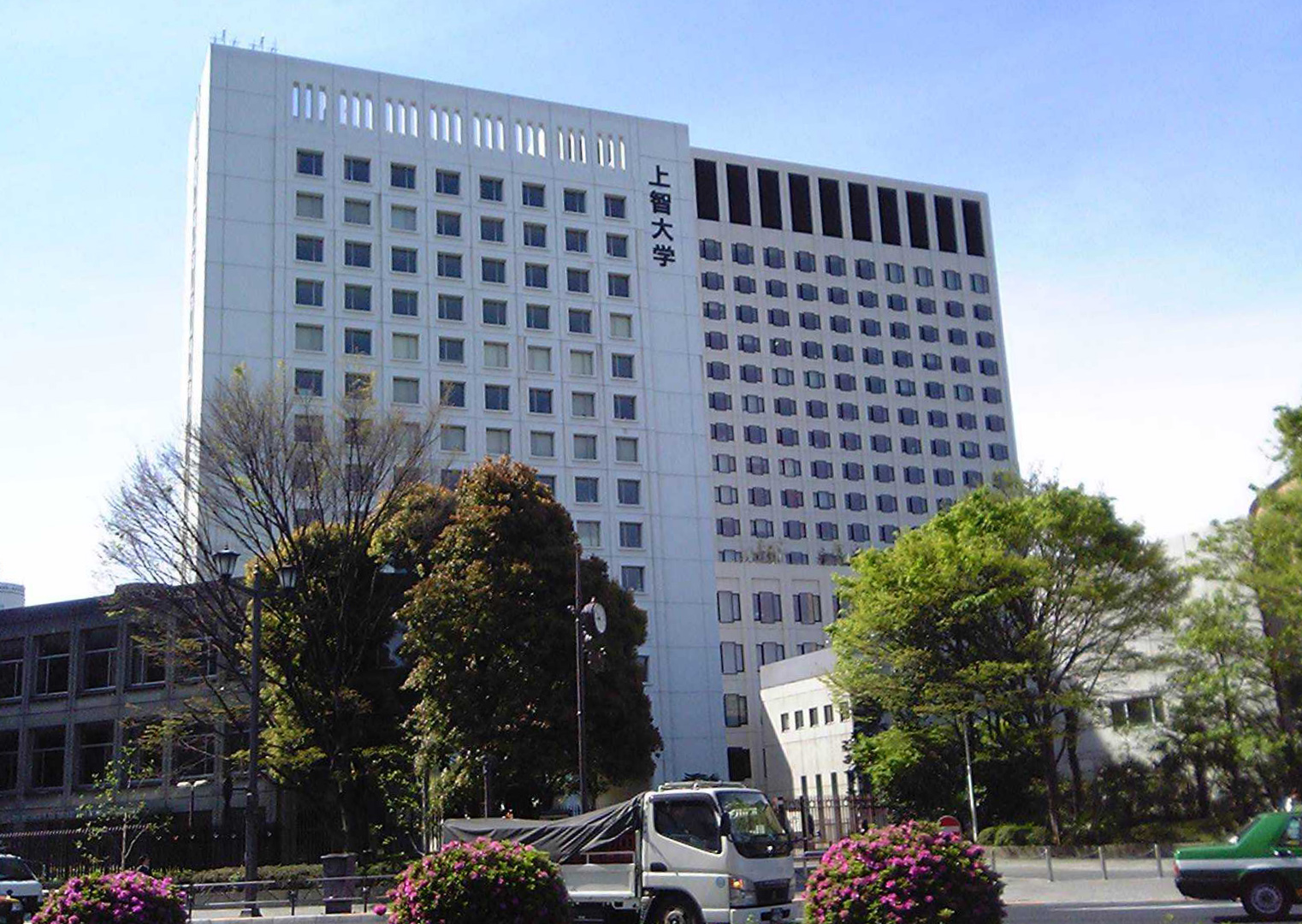
上智大学
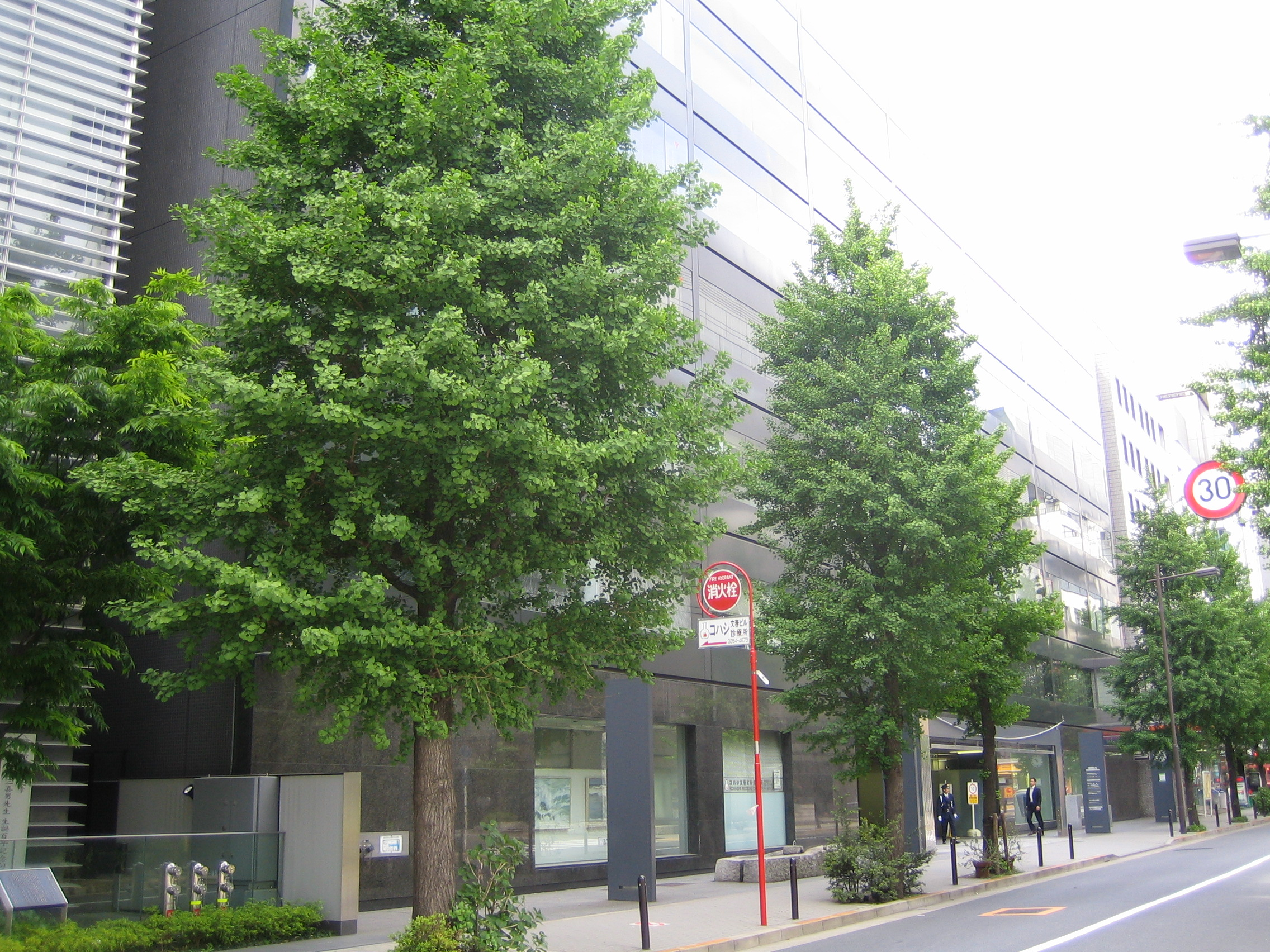
文藝春秋新館
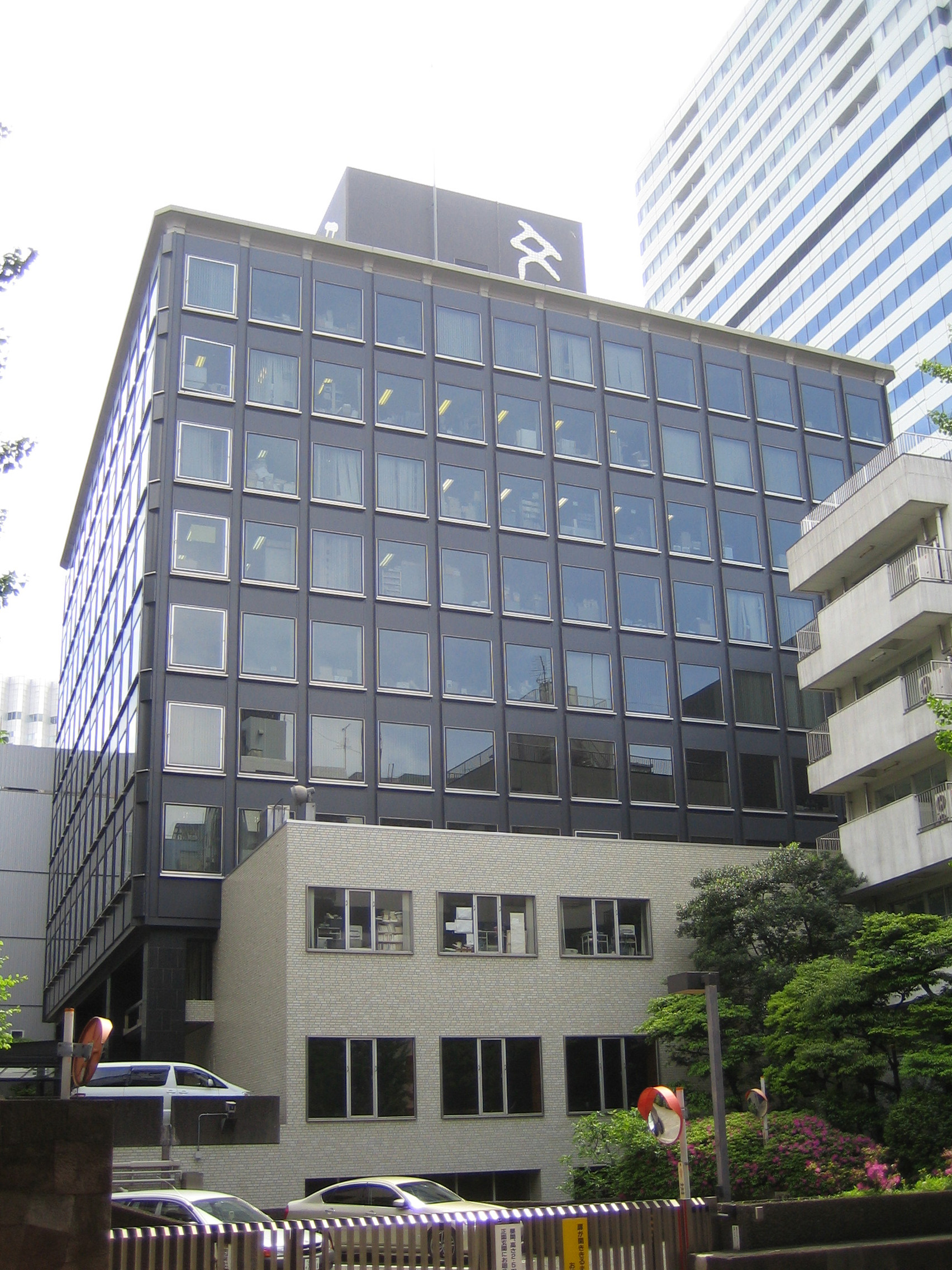
文藝春秋本館
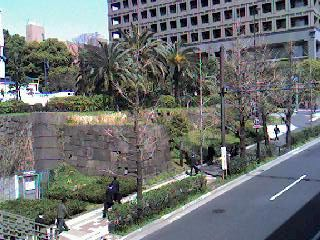
赤坂見附址
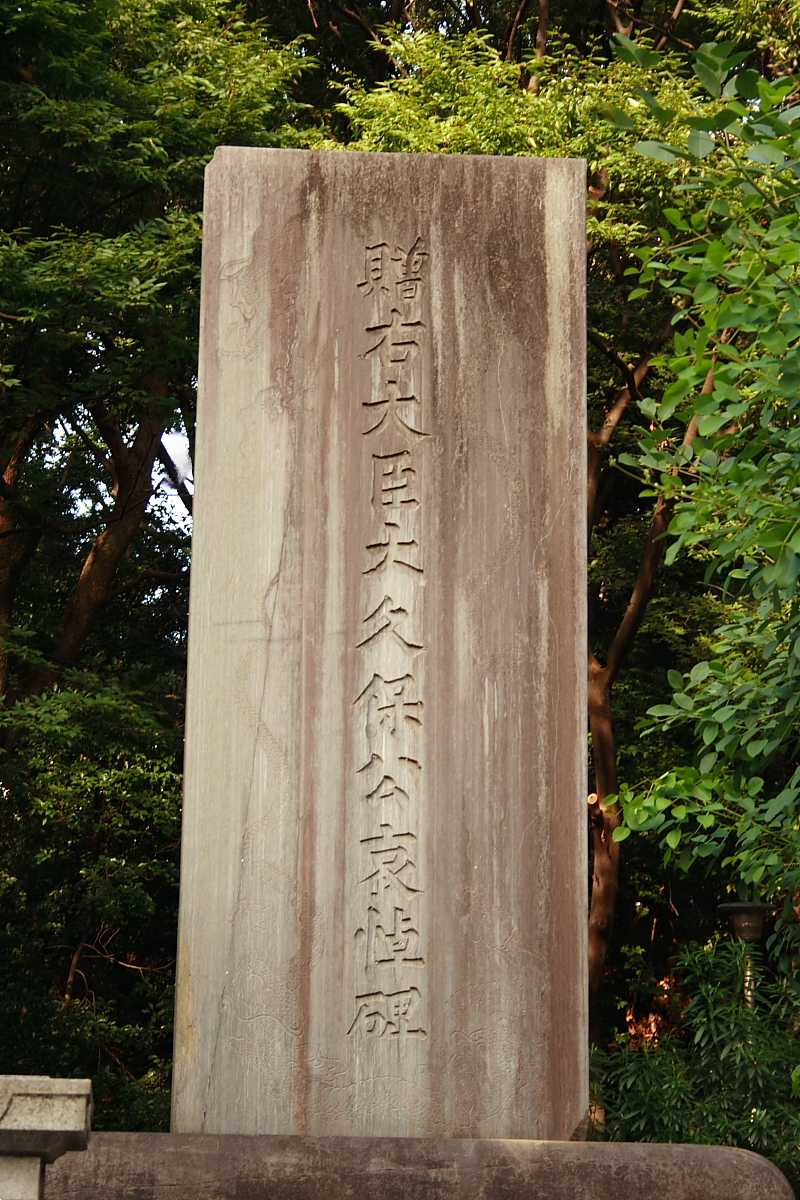
清水谷公園にある大久保利通公哀悼碑
バングラデシュ大使館

## 観光
名所・ホテル等
- 東京ガーデンテラス紀尾井町
  - ザ・プリンスギャラリー 東京紀尾井町
  - 赤坂プリンスクラシックハウス（旧グランドプリンスホテル赤坂 旧館）

- ホテルニューオータニ

旧跡
- 赤坂見附跡

## 時系列
- 1872年（明治5年）：前年の1871年（明治4年）に廃藩置県が進められ、麹町区麹町紀尾井町として生まれ変わる[18]。
- 1874年（明治7年）1月14日：喰違の変（くいちがいのへん）　午後8時頃、当時右大臣の岩倉具視に対する暗殺未遂事件が発生。土佐の士族9人が赤坂仮御所から自邸（馬場先門北側）への帰還途上の馬車を喰違い見附の坂で襲われた。馬車から外濠（現上智大グラウンド）に落ち、難を逃れた。
- 1878年（明治11年）：麹町区に所属する。当時の紀尾井町は、政府用地、北白川宮邸（のちの李王（りおう）邸、現・赤坂プリンスホテル）や伏見宮邸、行政裁判所（現・城西大学）、尾張徳川邸（現・上智大学）などになった。
- 1878年（明治11年）5月14日：紀尾井坂の変　明け方、霞が関の自宅から赤坂仮皇居内（現在の東宮御所）の太政官へ出任する途中、現在の清水谷公園前の通りにて馬車に乗った大久保利通が襲撃・暗殺された。
- 1889年（明治22年）：赤坂見附外濠に京風な木橋「弁慶橋」が初めて架けられた。元々は神田お玉ヶ池（今の岩本町）付近にかつてあった藍染川に架かっていた橋の名で、川の埋立てによって取り壊され、その廃材を使用した。
- 1890年（明治23年）：東京市によって整備され、清水谷公園が開園。
- 1911年（明治44年）5月：町名変更により麹町区から紀尾井町に改められた。
- 1913年（大正2年）：日本で最初のカトリック系大学としてかつて尾張徳川邸があった場所に上智大学が開学。
- 1955年（昭和30年）10月1日：西武グループにより赤坂プリンスホテルが開業された。
- 1964年（昭和39年）9月1日：伏見宮邸跡に日本初の高層ホテルとして、ホテルニューオータニが開業。東京オリンピック開催に向けて多くの外国人客を迎えるために、国の要請を受けた大谷米太郎が1962年よりホテル建設に着手した。当時、その規模は東洋一と称された。
- 1985年（昭和60年）12月18日：弁慶橋が架け替えされ、現在のコンクリート橋が開橋された。
- 2016年（平成28年）7月27日：西武グループにより赤坂プリンスホテル跡地の再開発事業として東京ガーデンテラス紀尾井町が正式オープン。

## ギャラリー

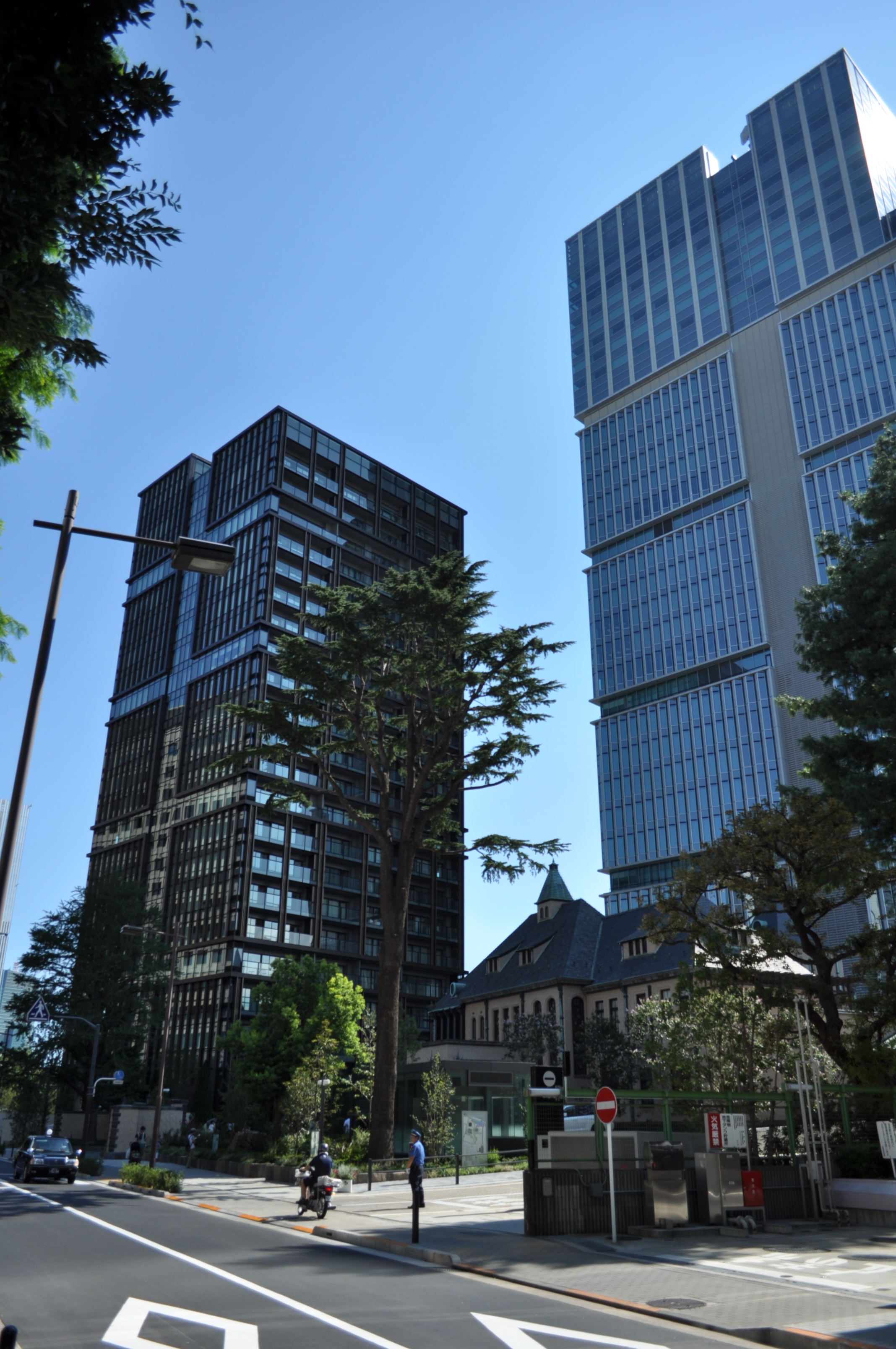
「紀尾井タワー」「紀尾井レジデンス」「赤坂プリンス クラシックハウス」（2016年7月30日撮影）
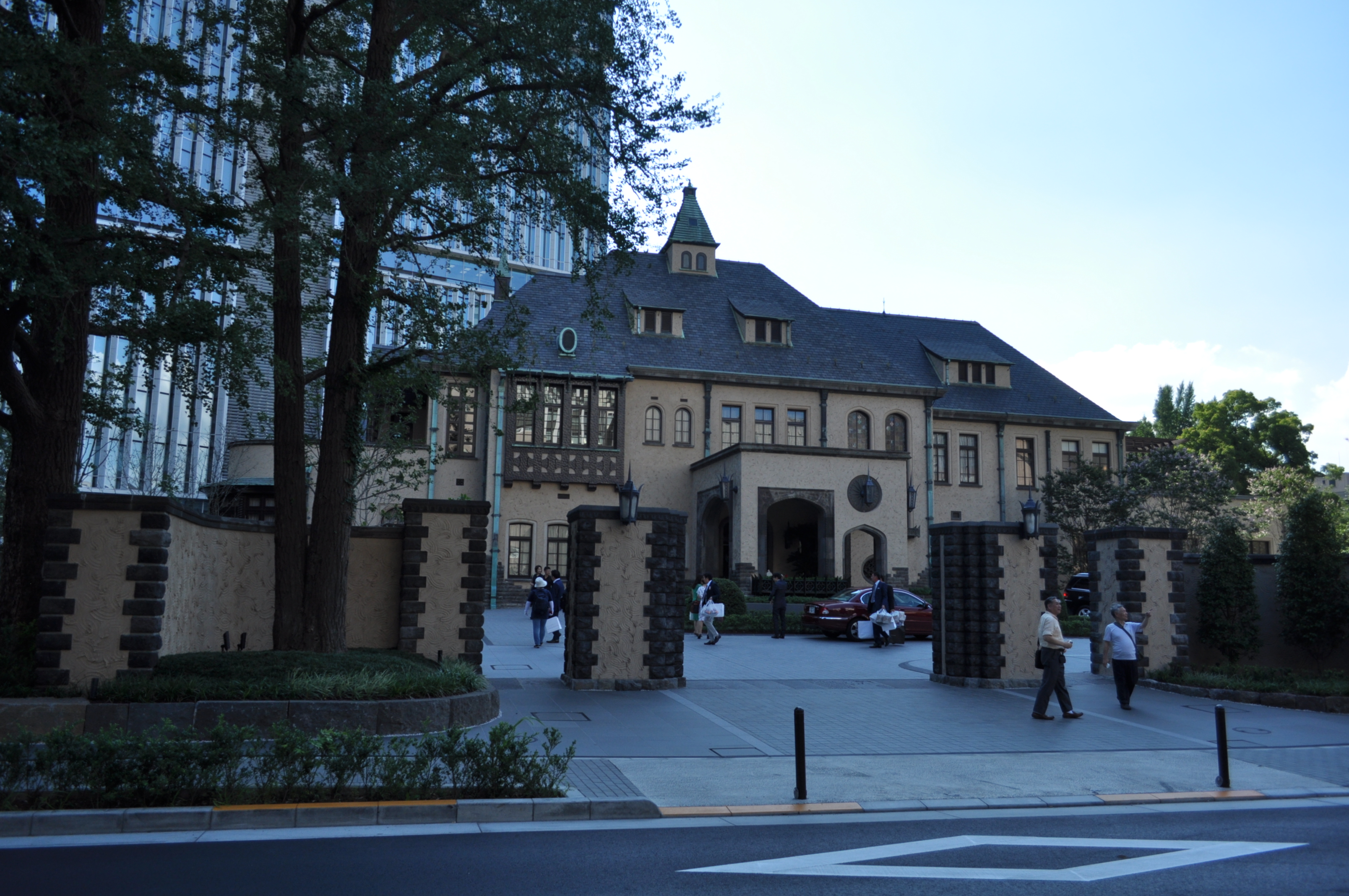
「赤坂プリンス クラシックハウス」 東側から見る（2016年7月30日撮影）
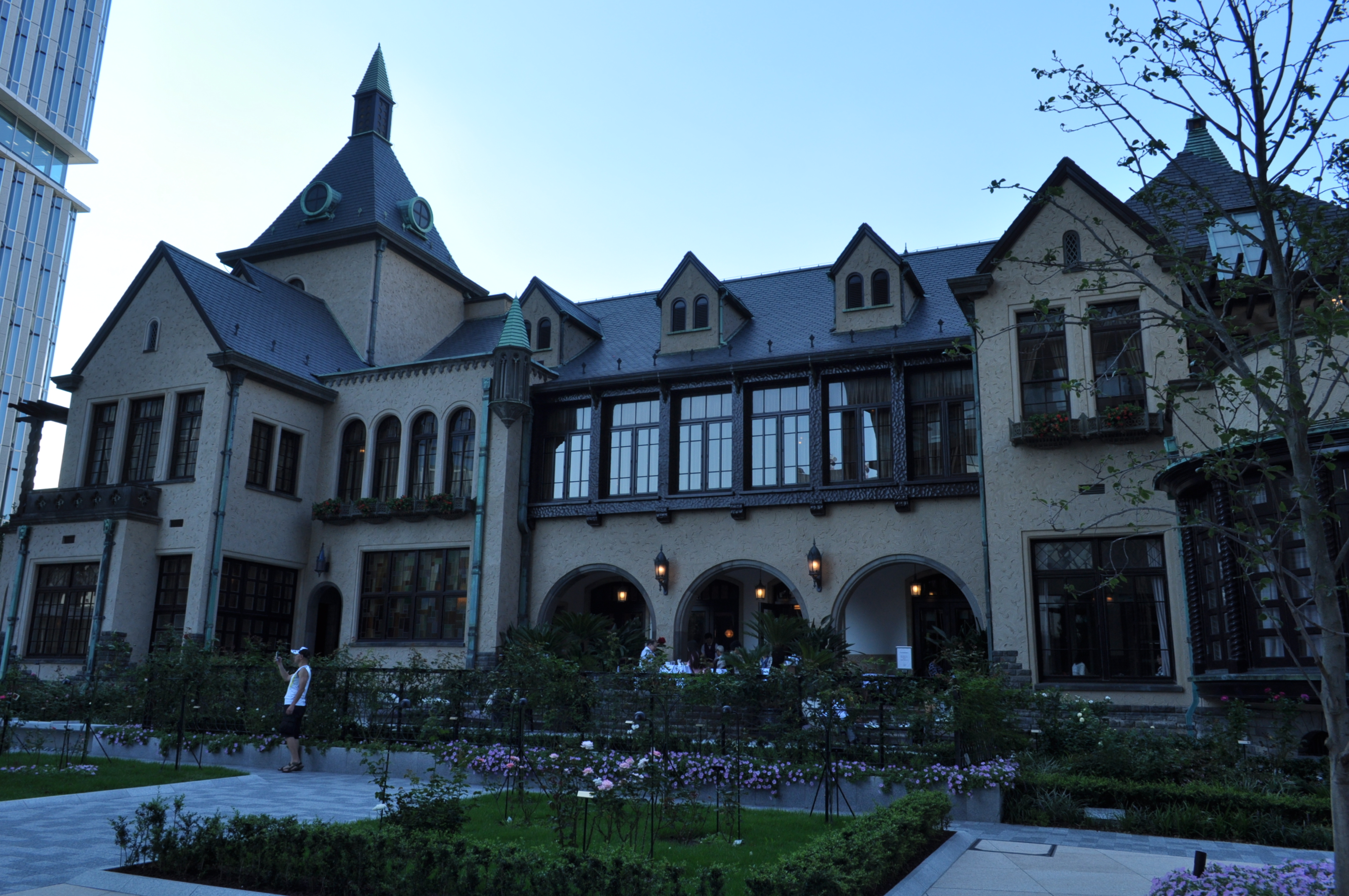
「赤坂プリンス クラシックハウス」 南側から見る（2016年7月30日撮影）
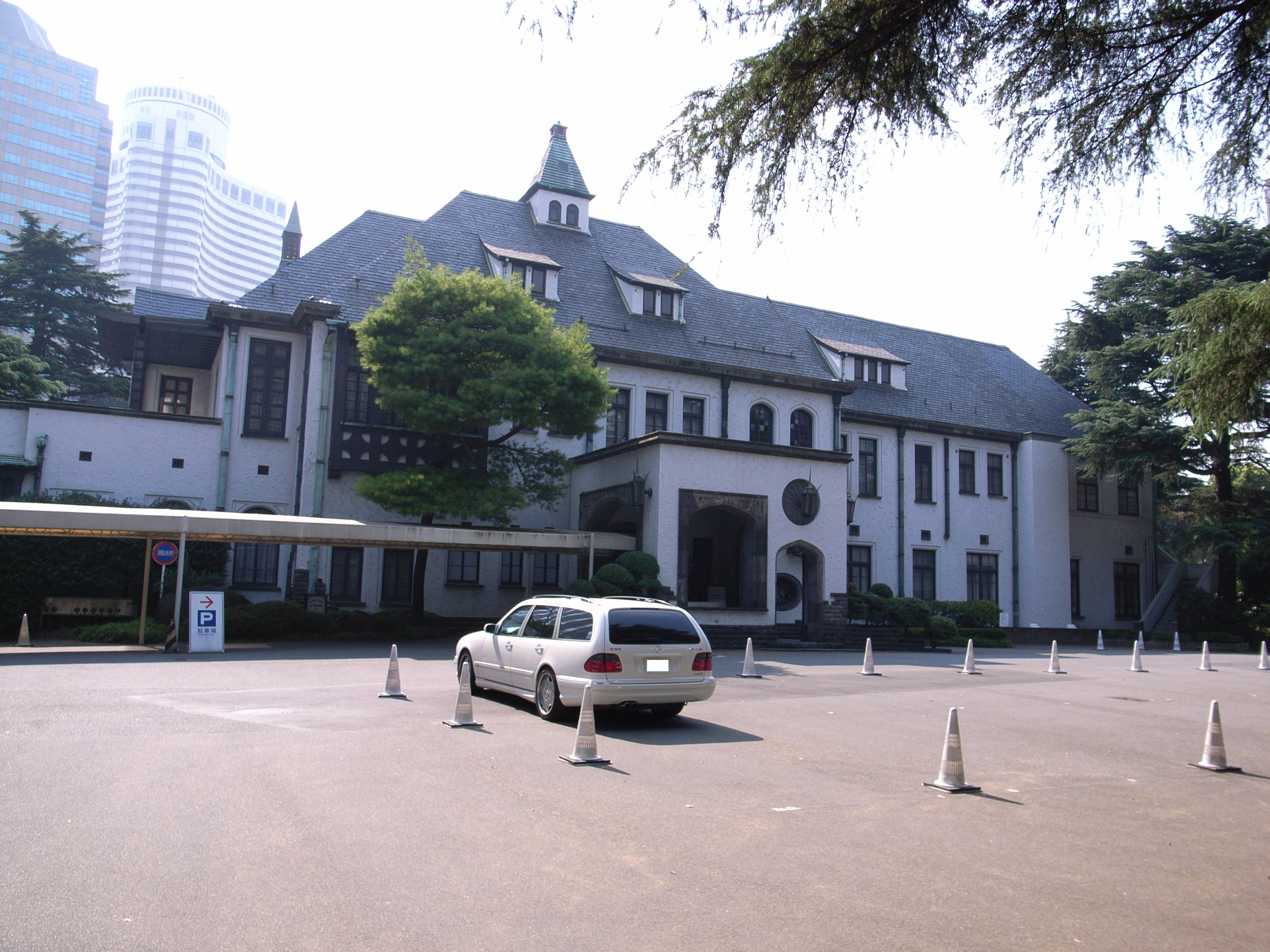
グランドプリンスホテル赤坂旧館
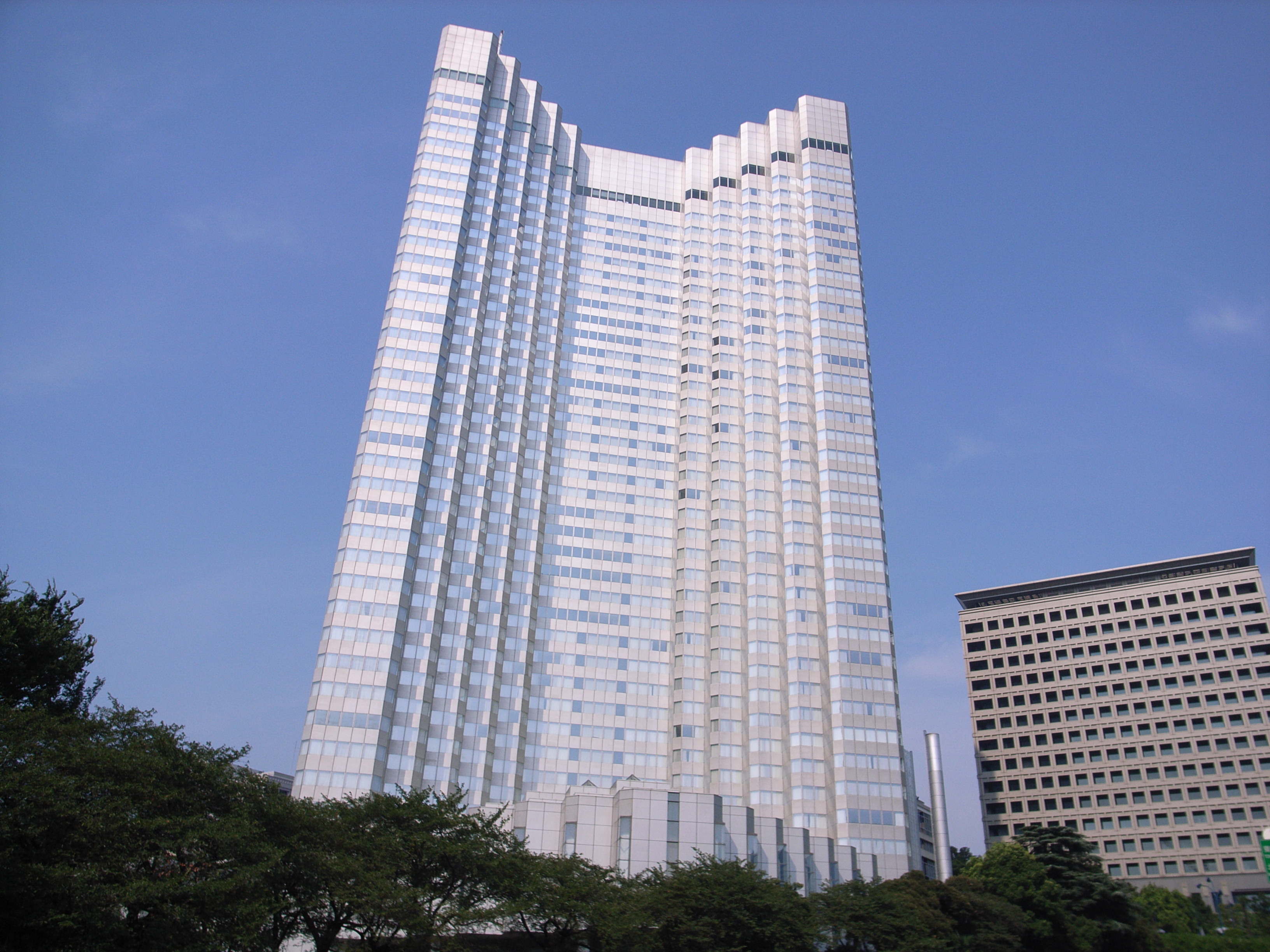
グランドプリンスホテル赤坂新館

## その他

### 日本郵便
- 郵便番号 : 102-0094[4]（集配局 : 麹町郵便局[19]）。